# Карликовая многозубка
Карликовая многозубка, или карликовая белозубка, или белозубка-малютка, или этрусская землеройка, или многозубка-малютка (лат. Suncus etruscus) — млекопитающее семейства землеройковых (лат. Soricidae), рода многозубок (лат. Suncus). Возможно, самое маленькое из ныне существующих млекопитающих в мире. Конкурентом на звание самого маленького млекопитающего является свиноносая летучая мышь.

## Распространение
Встречается в Южной Европе — Португалии, Испании, Франции, Италии, Греции, Мальте, на побережье Адриатического, Ионического и Эгейского морей, в прибрежных районах Аравии, в Северной Африке, Средней Азии, Индии и Шри-Ланке, на Малайском архипелаге и на Филиппинах, на территории Южного Китая, Тайваня и Японии. Кроме того, находки останков многозубок указывают на их присутствие в Казахстане — в северной части плато Устюрт и к северу от Аральского моря.
На территории России первичных ареалов данного вида не существует, однако, по некоторым данным, завезённая грузовыми кораблями белозубка-малютка встречалась в окрестностях портов Приморья и Европейской части России.
Подвид карликовой многозубки (Suncus etruscus etruscus) включён в Красную книгу Казахстана, как редкий и практически не изученный подвид.

## Описание
Карликовая многозубка имеет вытянутое стройное тело с крупной головой, резко сужающейся в длинный подвижный хоботок. Общая длина тела составляет от 3 до 4,5 сантиметров, не считая хвоста, который может достигать длины до 3,5 сантиметров. Масса животного не превышает 1,7 грамм (в среднем — 1—1,5 грамма). Голова по отношению к телу крупная, уши большие, а вот задние конечности имеют средние размеры. У зверька 30 зубов, усы короткие и плотные. Верхняя часть тела и бока покрыты буровато-серой шерстью, мех на брюшке имеет заметно более светлый окрас.

## Экология
Типичными местами обитания являются влажные естественные укрытия (щели, скальные трещины, развалины древних строений) предгорий и нижних поясов горных массивов, заросли вдоль побережья небольших водоёмов. Часто встречается в местах обитания людей — огородах, садах, по краям полей. Роет норы или занимает норы других животных (кротов, мышевидных грызунов), селится также в пустотах пней и упавших древесных стволов, под валежником, реже — в постройках человека.

## Образ жизни
Представители вида ведут преимущественно ночной образ жизни, днём кормясь только вблизи своего укрытия. Как и большинству землеройковых, карликовой многозубке ежесуточно необходимо потреблять количество пищи, превышающее её собственную массу в 1,5—2 и более раза. При этом сердце карликовой многозубки бьётся с частотой 1500 ударов в минуту. Всеядны, но поедают в основном насекомых, их личинок и дождевых червей. Могут нападать на мелких позвоночных: лягушек, ящериц, детёнышей мелких грызунов. Приносят пользу лесному и сельскому хозяйству, уничтожая насекомых-вредителей. Живёт карликовая многозубка 1,5-3 года.

## Размножение
Период размножения длится с марта по октябрь. Пары образуются весной и беременность длится 27—28 дней. Самка приносит от 2 до 6 детёнышей, которые рождаются голыми, слепыми с массой не более 0,2 г. Глаза открываются только на 14-й день. Молоком самка кормит детей 20 дней, в возрасте 4 недель зверьки становятся самостоятельными.